# Flughafen Vitória

i8
i11
i13
Der Flughafen Vitória (portugiesisch Eurico de Aguiar Salles Airporto; IATA-Code: VIX, ICAO-Code: SBVT) ist ein öffentlicher Flughafen auf 3 m Seehöhe, 10 km von Vitória, Espírito Santo, Brasilien entfernt. Er hat zwei Asphaltpisten: 06/24 mit 1750 m Länge und 45 m Breite und 02/20 mit 2058 m Länge und 45 m Breite.

## Geschichte
An der Stelle, an der sich heute der Flughafen befindet, befand sich in den 1930er Jahren der Aero Club der Hauptstadt mit einer unbefestigten Landebahn. Ende 1943 erhielt der Standort durch eine Vereinbarung zwischen den Regierungen Brasiliens und der Vereinigten Staaten eine Betonlandebahn und ein Passagierterminal, die während des Zweiten Weltkriegs als Basis für Operationen dienten.
1946 wurde der Flughafen Vitória offiziell eröffnet.
Ab Februar 1975 wurde der Flughafen Vitória von Infraero verwaltet. Eurico Salles verfügt außerdem über ein 1976 erbautes internationales Frachtlogistikterminal, das Import- und Exportaktivitäten betreibt. Das Terminal empfängt wöchentlich internationale Flüge, wobei eine Fluggesellschaft den Miami-Abschnitt betreibt.
Der offizielle Name „Flughafen Vitória“ für Eurico de Aguiar Salles wurde 2006 eingeführt. Der Name ist eine Hommage an den Anwalt und Politiker aus Espírito Santo, der in der Regierung des ehemaligen Präsidenten Juscelino Kubitschek Minister für Bildung und Kultur von Espírito Santo und Minister für Justiz und Innere Angelegenheiten war.
Im März 2019 wurde die Konzession für den Betrieb des Flughafens an Zurich Airport Brasil vergeben.

## Flugbetrieb
Im Jahr 2018 wurden 300.000 Passagiere und 3.789,5 t Fracht transportiert. Im Jahr 2019 wurden 27.000 Flugbewegungen durchgeführt.
LATAM Brasil, Azul Linhas Aéreas und Gol Linhas Aéreas sind die wichtigsten Fluggesellschaften, ⁣⁣die den Flughafen bedienen.

## Zwischenfälle
- Am 3. April 1955 wurde eine Curtiss C-46A-60-CK Commando der brasilianischen Companhia Itaú de Transportes Aéreos (Luftfahrzeugkennzeichen PP-ITG) bei einem Instrumentenanflug  auf den Flughafen Vitória in einen Hügel 2 Kilometer vor der Landebahn geflogen. Durch diesen CFIT (Controlled flight into terrain) wurden alle 3 Besatzungsmitglieder getötet, die einzigen Insassen auf dem Überführungsflug.[10]

- Am 9. Mai 1962 wurde eine Convair CV-240-0 der brasilianischen Cruzeiro do Sul (PP-CEZ) im Anflug auf den Flughafen Vitoria in den Boden geflogen. Schon 1860 Meter vor der Landebahn streifte das Flugzeug einen Eukalyptusbaum und stürzte zu Boden. Statt die hier erforderliche Höhe von mindestens 150 Metern zu haben, flogen die Piloten viel zu tief an. Bei diesem CFIT (Controlled flight into terrain) wurden von den 25 Insassen 23 getötet, alle 3 Besatzungsmitglieder sowie 20 der 22 Passagiere.[11]